# 莫爾德維尼夫卡
46°44′19″N 35°22′0″E / 46.73861°N 35.36667°E

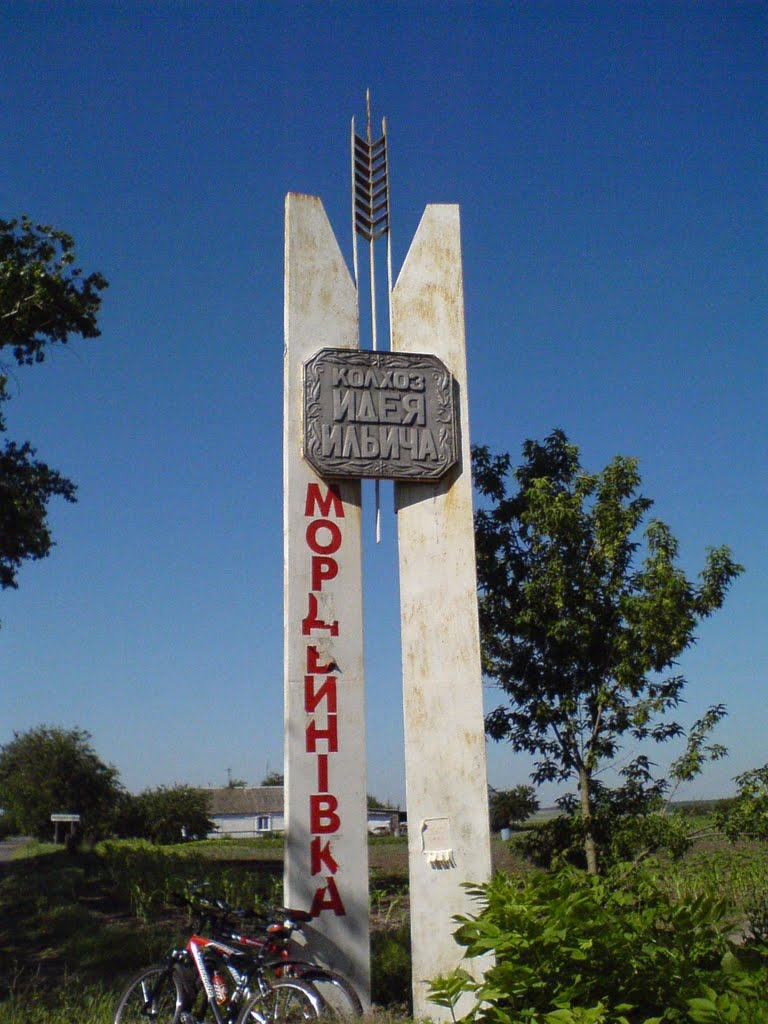

莫爾德維尼夫卡（烏克蘭語：Мордвинівка）是位於烏克蘭東南部的村莊，由扎波羅熱州梅利托波爾區的諾韋市鎮負責管轄。該村處於莫洛奇納河畔，分別距離莫洛奇内溺谷3公里和康斯坦丁尼夫卡3.5公里，始建於1871年，面積3.48平方公里，海拔高度3米，2001年人口1,004。
2024年9月19日，乌克兰最高拉达将此村的名字改为莫洛奇内（烏克蘭語：Молочне）。